# 罐子

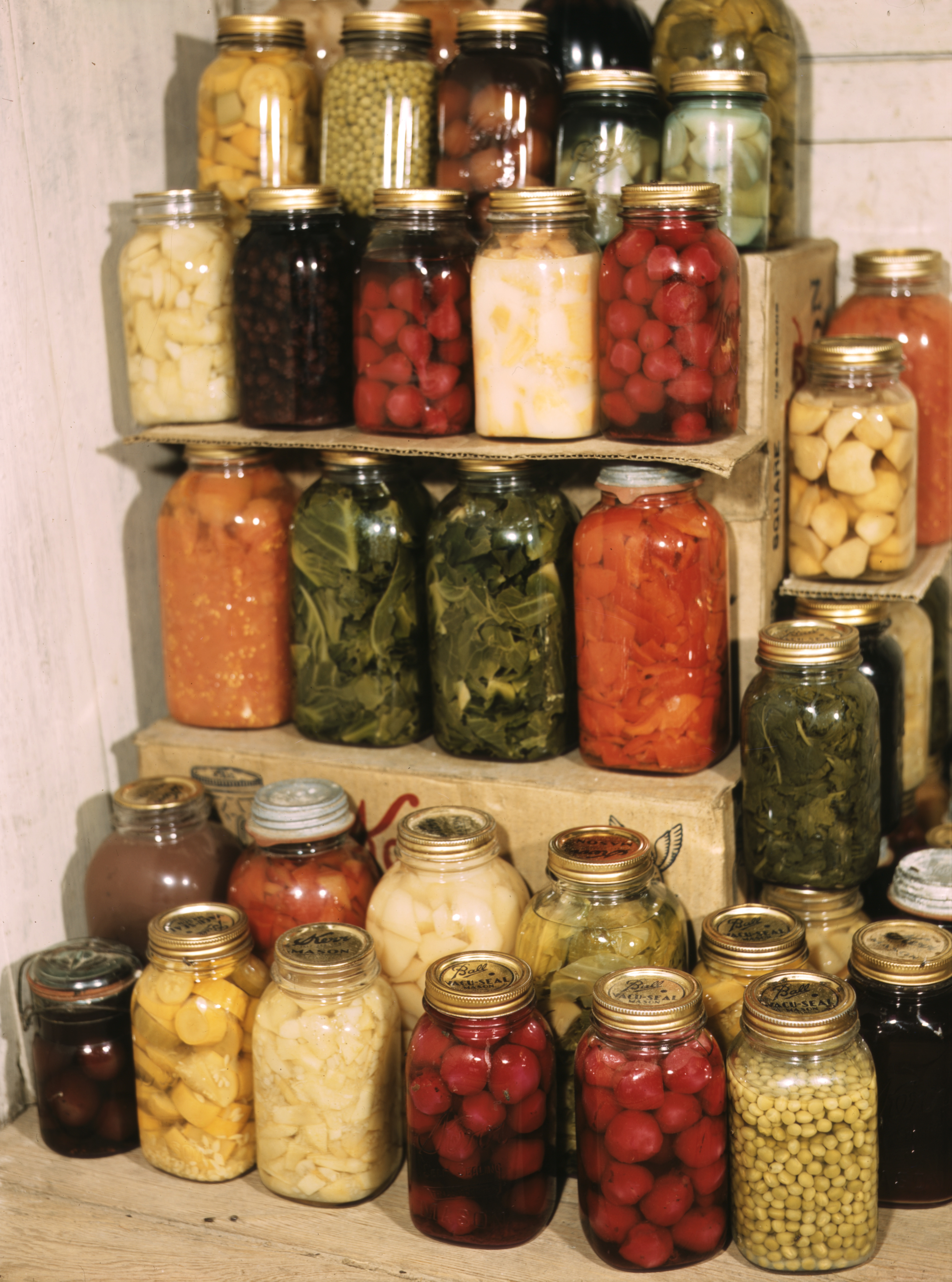
储存食品的玻璃罐子

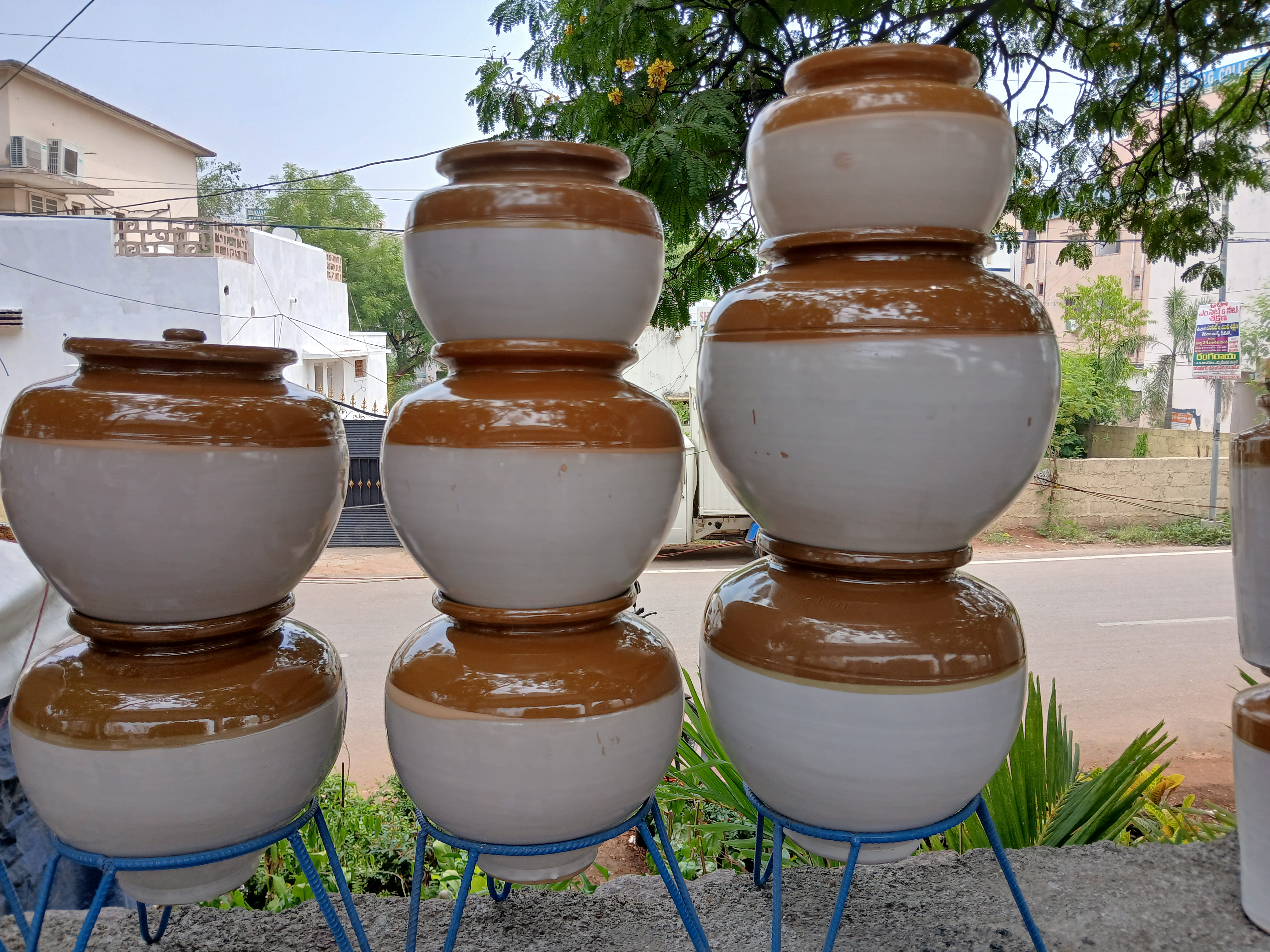
罐子

罐是指那些开口较大、一般为近圆筒形的器皿，造型特点是口径大腹丰且深，胫部内收，大底足。
制造材料可以是陶瓷、金属、玻璃及塑料等，可用来盛物、汲水、烹煮等用途。通称为罐子。
- 清代瓷罐
- 用聚乳酸（一种可降解塑料）制作的塑料罐子
- 储藏腌制品的玻璃罐
- 装盛果浆的玻璃罐